# أوديل ديفرايي
أوديل ديفرايي مواليد 14 يوليو 1888 في بلجيكا - الوفاة 21 أغسطس 1965، كان دراج بلجيكي في صنف سباق الدراجات على الطريق.

## سجل النتائج

### سباقات أو مراحل فاز بها
- طواف فرنسا

## روابط خارجية
- أوديل ديفرايي على موقع أرشيف الدراجات (الإنجليزية)
- أوديل ديفرايي على موقع إحصائيات الدراجات الإحترافية (الإنجليزية)
- أوديل ديفرايي على موقع CycleBase (الإنجليزية)